# 蓬泰巴
蓬泰巴（義大利語：Pontebba），是意大利乌迪内省的一个市镇。总面积97.67平方公里，人口1565人，人口密度16.0人/平方公里（2009年）。ISTAT代码为030076。